# Fuente del Potro
La fuente del Potro es una fuente situada en la plaza del Potro de la ciudad de Córdoba (España).

## Arquitectura
Se trata de una fuente de estilo renacentista. Tiene un pilón octogonal y una taza superior circular coronada con un piñón y, sobre él, un potro que en sus patas delanteras sostiene el escudo de Córdoba. Consta de cuatro surtidores en la parte superior, y cuatro en su parte inferior.

## Historia
Fue construida en el año 1577 por el corregidor Garcí Suárez de Carvajal. La escultura del potro que domina la fuente fue añadida un siglo después de su construcción. En 1847 fue trasladada al lugar que hoy ocupa desde el lado opuesto de la plaza, donde actualmente se sitúa el triunfo de San Rafael.
El origen del nombre es incierto. Según el historiador Ramírez de Arellano su origen se debe a que este entorno «era el lugar destinado a la venta del ganado caballar y mular, y por consiguiente muy concurrido, tanto por los cordobeses como por todos los forasteros que venían a ver esta ciudad» Otros, sin embargo, mantienen que el nombre lo toma del potro que corona la fuente o del nombre de la cercana Posada del Potro.

## Réplica
En 1964 una réplica de la escultura ecuestre fue regalada a Jerez, con motivo del hermanamiento de las dos ciudades y del 700 aniversario de la conquista cristiana de Jerez, ya que una leyenda cuenta cómo una guarnición de Córdoba consiguió repeler un ataque del Reino nazarí de Granada en 1325. Dicha réplica se encuentra en la plazuela de Belén de la ciudad jerezana.